# Orchomenos, Arkadien
Orchomenos är en forntida stad i Arkadien längs den stora vägen till Korinth.
Staden är känd från förhistorisk tid men hade sin glanstid efter 199 f. Kr. Ruinerna av staden är delvis undersökta.

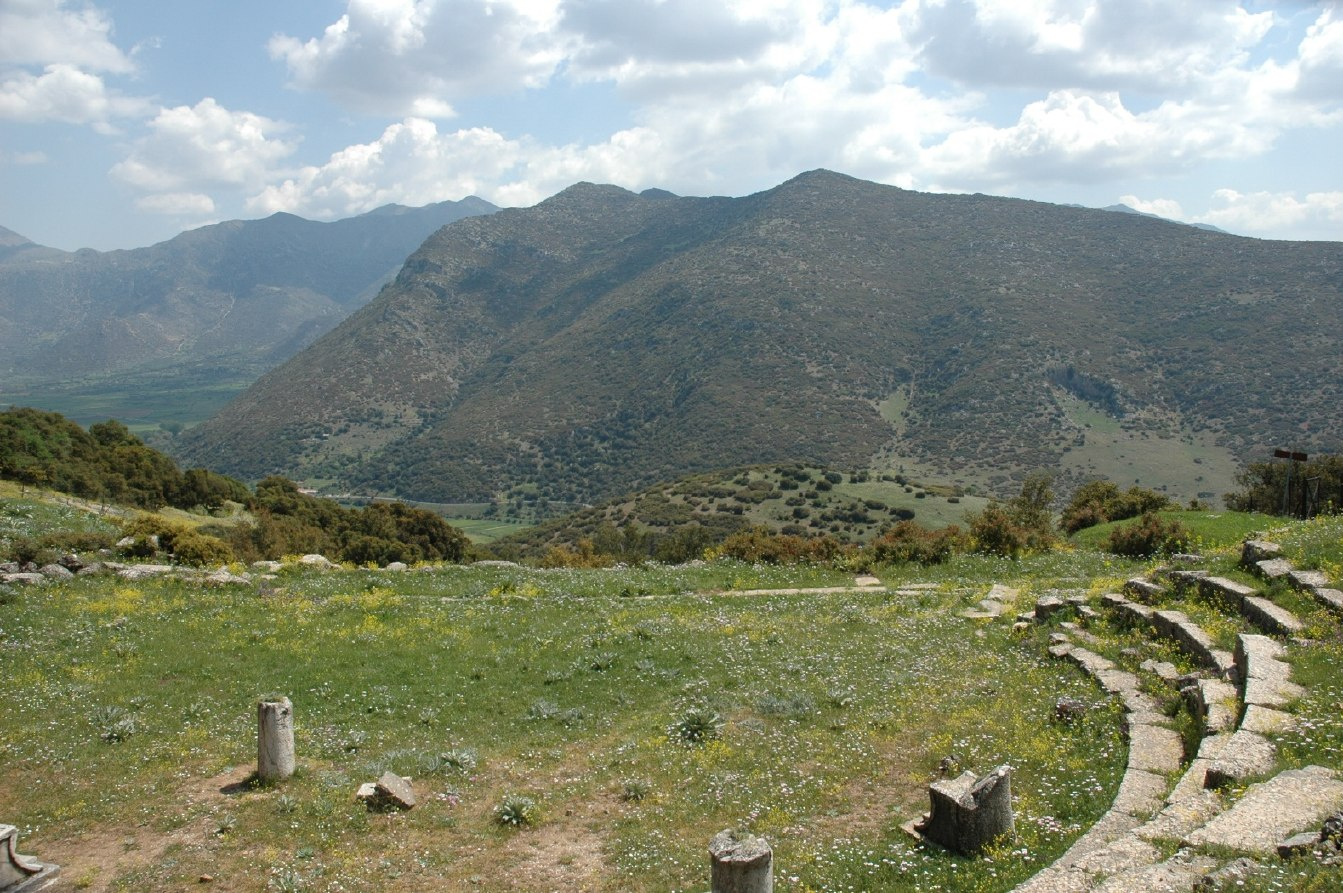
Orchomenos, Arkadien